# Глусский район
Глу́сский райо́н (бел. Глу́скі раён) — административная единица на юго-западе Могилёвской области Республики Беларусь. Административный центр — городской посёлок Глуск.
Численность населения — 11 803 человек (на 1 января 2025 года).

## География
Площадь — 1300 км². Основные реки — Птичь с притоками Зарудеча, Лиса, Бежица и Доколька с Ольницей.

## Административно-территориальное деление
В 2010 году решением Могилёвского облисполкома на территории Глусского района была упразднена административно-территориальная единица — Кировский сельсовет. Изменены границы Козловичского сельсовета Глусского района, включена в его состав территория упраздненного Кировского сельсовета, в том числе населённые пункты Балашевичи, Бервы, Вильча, Долгий Лес, Заречье, Карповичи, Кировское, Клещёвка, Приворотье, Старое Село.
В настоящее время Глусский район подразделяется на 6 сельсоветов:
- Заволочицкий
- Калатичский
- Катковский
- Козловичский
- Славковичский
- Хвастовичский

Упразднённые сельсоветы:
- Берёзовский[7].
- Клетненский[7]
- Кировский
- Глусский

## Геральдика
Герб утверждён решением Глусского районного исполнительного комитета от 18 декабря 1996 года № 24-5. Зарегистрирован в Гербовом матрикуле Республики Беларусь 18 декабря 1996 года № 8.
Флаг учреждён Указом Президента Республики Беларусь от 24 августа 2006 года № 526 и зарегистрирован в Государственном геральдическом регистре Республики Беларусь 29 августа 2006 года Б-98. Одобрен решением Глусского районного исполнительного комитета от 21 сентября 2005 года № 20-12.

## История
Район образован 17 июля 1924 года. В 1924—1930 годах — в составе Бобруйского округа, в 1930—1938 годах — в прямом республиканском подчинении, с 15 января 1938 года — в составе Полесской области, с 20 сентября 1944 года — в Бобруйской области. После упразднения Бобруйской области в 1954 году район передан в Минскую область, но в 1960 году передан в состав Могилёвской области. С 25 декабря 1962 года по 30 июля 1966 года район временно упразднялся, его территория находилась в составе Бобруйского района.
Границы района неоднократно менялись. 12 февраля 1935 года Германо-Слободский сельсовет был передан Копаткевичскому району, 5 июля 1936 года Загальский сельсовет был передан Любанскому району. 28 июня 1939 года 6 сельсоветов были переданы в состав образованного Октябрьского района.
20 октября 1995 года административные единицы Глусский район и посёлок Глуск, имеющие общий административный центр, объединены в одну административную единицу — Глусский район.

## Демография
Численность населения — 11 803 человек (на 1 января 2025 года), в том числе городское — 6 893 человек (Глуск — 6 893 человек), сельское — 4 910 человек.
Численность населения — 12 408 человек (на 1 января 2023 года), в том числе в городских условиях (Глуск) — 7 078 человек, в сельских — 5 330 человек.
Население района составляет 13 994 человека, в том числе в городских условиях проживают 7233 (на 1 января 2016 года). Всего насчитывается около 110 населённых пунктов.
| Численность населения (по годам) | Численность населения (по годам) | Численность населения (по годам) | Численность населения (по годам) | Численность населения (по годам) | Численность населения (по годам) | Численность населения (по годам) | Численность населения (по годам) | Численность населения (по годам) | Численность населения (по годам) | Численность населения (по годам) | Численность населения (по годам) | Численность населения (по годам) | Численность населения (по годам) |
| -------------------------------- | -------------------------------- | -------------------------------- | -------------------------------- | -------------------------------- | -------------------------------- | -------------------------------- | -------------------------------- | -------------------------------- | -------------------------------- | -------------------------------- | -------------------------------- | -------------------------------- | -------------------------------- |
| 1939                             | 1959                             | 1970                             | 1979                             | 1989                             | 1996                             | 2001                             | 2002                             | 2003                             | 2004                             | 2005                             | 2006                             | 2007                             | 2008                             |
| 56065                            | ↘33948                           | ↘32472                           | ↘26354                           | ↘22784                           | ↘22700                           | ↘21023                           | ↘20581                           | ↘20082                           | ↘19538                           | ↘19008                           | ↘18394                           | ↘17856                           | ↘17392                           |
| 2009                             | 2010                             | 2011                             | 2012                             | 2013                             | 2014                             | 2015                             | 2016                             | 2017                             | 2018                             | 2019                             | 2020                             | 2021                             | 2023                             |
| ↘16810                           | ↘16339                           | ↘15894                           | ↘15440                           | ↘15116                           | ↘14690                           | ↘14349                           | ↘13994                           | ↘13610                           | ↘13341                           | ↘13067                           |                                  |                                  | ↘12408                           |
| 2024                             | 2025                             |                                  |                                  |                                  |                                  |                                  |                                  |                                  |                                  |                                  |                                  |                                  |                                  |
|                                  | ↘11803                           |                                  |                                  |                                  |                                  |                                  |                                  |                                  |                                  |                                  |                                  |                                  |                                  |

Демографические характеристики
На 1 января 2018 года 18,2 % населения района были в возрасте моложе трудоспособного, 49,9 % — в трудоспособном возрасте, 31,9 % — в возрасте старше трудоспособного (3-е место в Могилёвской области после Бобруйского и Чаусского районов). Средние показатели по Могилёвской области — 17,5 %, 56,8 % и 25,7 % соответственно. 53,3 % населения составляли женщины, 46,7 % — мужчины (средние показатели по Могилёвской области — 52,9 % и 47,1 % соответственно, по Республике Беларусь — 53,4 % и 46,6 %). Доля женщин в районе одна из самых высоких в области.
Коэффициент рождаемости в районе в 2017 году составил 10,9 на 1000 человек, коэффициент смертности — 13,3 (в районном центре — 11,1 и 10,8 соответственно). Средние показатели рождаемости и смертности по Могилёвской области — 10,5 и 13,6 соответственно, по Республике Беларусь — 10,8 и 12,6 соответственно. Всего в 2017 году в районе родилось 147 и умерло 314 человек, в том числе в районном центре родилось 79 и умерло 77 человек.
В 2017 году в районе было заключено 76 браков (5,6 на 1000 человек, средний показатель по Могилёвской области — 7,1) и 33 развода (2,4 на 1000 человек, средний показатель по Могилёвской области — 3,6). По числу браков в пересчёте на 1000 человек район занимает одно из последних мест в области, опережая только Бобруйский и Дрибинский районы; по числу разводов — предпоследнее место, опережая Бобруйский район.

### Национальный состав
В 1939 году в районе, территория которого была больше современной, проживало 56 065 человек: 49 850 белорусов (88,9%), 2235 евреев (4%), 2062 русских (3,7%), 906 поляков (1,6%), 476 украинцев (0,8%), 342 латыша (0,6%), 533 представителей прочих национальностей.
По итогам переписи 2019 года, в районе проживало 12 658 (94,32%) белорусов, 503 (3,75%) русских, 130 (0,97%) украинцев, 24 (0,18%) поляков.

## Транспорт
Через район проходят автодороги Слуцк — Бобруйск, Бобруйск — Глуск — Любань, Глуск — Октябрьский.

## Экономика

### Промышленность
В районе действует несколько промышленных предприятий:
- филиал «Глусский» ПУП «Молочный полюс» (производит заменители цельного молока)
- ООО «Технотрансдеталь» (производит заклёпки, пружины, кольца стопорные)
- Глусское райпо (производит замороженную плодово-ягодную продукцию и грибы)
- ГЛХУ «Глусский лесхоз» (производит пиломатериалы, лесоматериалы, техническую щепу)
- Глусское УКП «Жилкомхоз»
- ОАО «Глусские Бытуслуги» (производит спецодежду, железобетонные заборы, изделия из искусственного меха, трикотажную продукцию и другую продукцию)
- ООО «Дока-Древ» (производит деревянные двери и мебель)

### Сельское хозяйство
В районе действует 6 сельскохозяйственных организаций:
- ОАО «Турино-Агро»
- ОАО «Заря Коммуны»
- ОАО «Глусская Заря»
- ОАО «Агрофирма «Славгородский»
- ОАО «Экспериментальная база «Глуск»
- ОАО «Глусский райагропромтехснаб»

В данных организациях занято 887 человек.
Общая посевная площадь сельскохозяйственных культур в организациях района (без учёта фермерских и личных хозяйств населения) в 2017 году составила 20 430 га (204 км², 20-е место в Могилёвской области). В 2017 году под зерновые и зернобобовые культуры было засеяно 10 046 га, под кормовые культуры — 9101 га. Валовой сбор зерновых и зернобобовых культур в сельскохозяйственных организациях в 2017 году составил 17,2 тыс. т. По валовому сбору зерновых в 2017 году район занял последнее, 21-е место в Могилёвской области. Средняя урожайность зерновых в 2017 году составила 20,5 ц/га (средняя урожайность по Могилёвской области — 33,4 ц/га, по Республике Беларусь — 33,3 ц/га). По этому показателю район занял последнее, 21-е место в Могилёвской области. В 2018 году было также собрано 754 т рапса и 196 т сурепицы.
На 1 января 2018 года в сельскохозяйственных организациях района содержалось 15,7 тыс. голов крупного рогатого скота, в том числе 5,9 тыс. коров, а также 3,6 тыс. свиней. По поголовью крупного рогатого скота район занял 17-е место в Могилёвской области, по поголовью свиней — 11-е. В 2017 году сельскохозяйственные организации района реализовали 1,4 тыс. т скота и птицы на убой (в живом весе) и произвели 16,2 тыс. т молока. По производству молока район занял 18-е место в Могилёвской области. Средний удой молока с коровы самый низкий в области — 2734 кг (средний показатель по Могилёвской области — 4296 кг, по Республике Беларусь — 4989 кг).

## Здравоохранение
В 2017 году в учреждениях здравоохранения района работало 34 врача и 176 средних медицинских работников, в лечебных учреждениях было 100 больничных коек. Численность врачей в пересчёте на 10 тысяч человек — 25,5 (средний показатель по Могилёвской области — 34,6, по Республике Беларусь — 40,5), количество коек в пересчёте на 10 тысяч человек — 75 (средний показатель по Могилёвской области — 83,1, по Республике Беларусь — 80,2). По этим показателям район занял четвёртые места в области.

## Образование
В 2017 году в районе насчитывалось 10 учреждений дошкольного образования (включая комплексы «детский сад — школа») с 0,5 тыс. детей. В 2017/2018 учебном году в районе действовало 11 учреждений общего среднего образования, в которых обучалось 1,6 тыс. учеников. В школах района работало 269 учителей. В среднем на одного учителя приходилось 6 учеников (среднее значение по Могилёвской области — 8,4, по Республике Беларусь — 8,7). Численность учеников, приходящихся на одного учителя, одна из самых низких в области.

## Культура
В районном центре действует Глусский районный историко-краеведческий музей, в котором собрано 911 музейных предметов основного фонда. В 2016 году музей посетили 3,7 тысяч человек.

## События и мероприятия
- Региональный фестиваль-конкурс детского искусства имени В. К. Иванова. Проводится один раз в два года в г. п. Глуск.

## Достопримечательность
- Глусское замчище
- Усадебный дом Жилинских в аг. Заволочицы
- Здание почтовой станции середины XIX века в д. Симоновичи
- Свято – Богоявленская церковь в г. п. Глуск
- Церковь Святых Космы и Дамиана (1814) в д. Городок

## СМИ
Издаётся газета «Радзіма».